# Агасак
Агаса́к (фр. и окс. Agassac) — коммуна во Франции, находится в регионе Юг — Пиренеи. Департамент — Верхняя Гаронна. Входит в состав кантона Л’Иль-ан-Додон. Округ коммуны — Сен-Годенс.
Код INSEE коммуны — 31001.

## География
Коммуна расположена приблизительно в 620 км к югу от Парижа, в 55 км к юго-западу от Тулузы.
По территории коммуны протекает небольшая река Осу.

## Климат
Климат умеренно-океанический. Зима мягкая и снежная, весна характеризуется сильными дождями и грозами, лето сухое и жаркое, осень солнечная. Преобладают сильные юго-восточные и северо-западные ветры.

## Население
Население коммуны на 2010 год составляло 117 человек.
| 1962 | 1968 | 1975 | 1982 | 1990 | 1999 | 2010 |
| ---- | ---- | ---- | ---- | ---- | ---- | ---- |
| 199  | 181  | 142  | 119  | 130  | 121  | 117  |

## Администрация
| Период | Период | Фамилия         | Партия                  | Примечания |
| ------ | ------ | --------------- | ----------------------- | ---------- |
| 2001   | 2005   | Кристиан Ларьё  |                         |            |
| 2005   | 2020   | Виктория Лакост | Социалистическая партия |            |

## Экономика
В 2010 году среди 74 человек трудоспособного возраста (15—64 лет) 58 были экономически активными, 16 — неактивными (показатель активности — 78,4 %, в 1999 году было 75,3 %). Из 58 активных жителей работали 51 человек (28 мужчин и 23 женщины), безработных было 7 (2 мужчин и 5 женщин). Среди 16 неактивных 6 человек были учениками или студентами, 8 — пенсионерами, 2 были неактивными по другим причинам.

## Фотогалерея

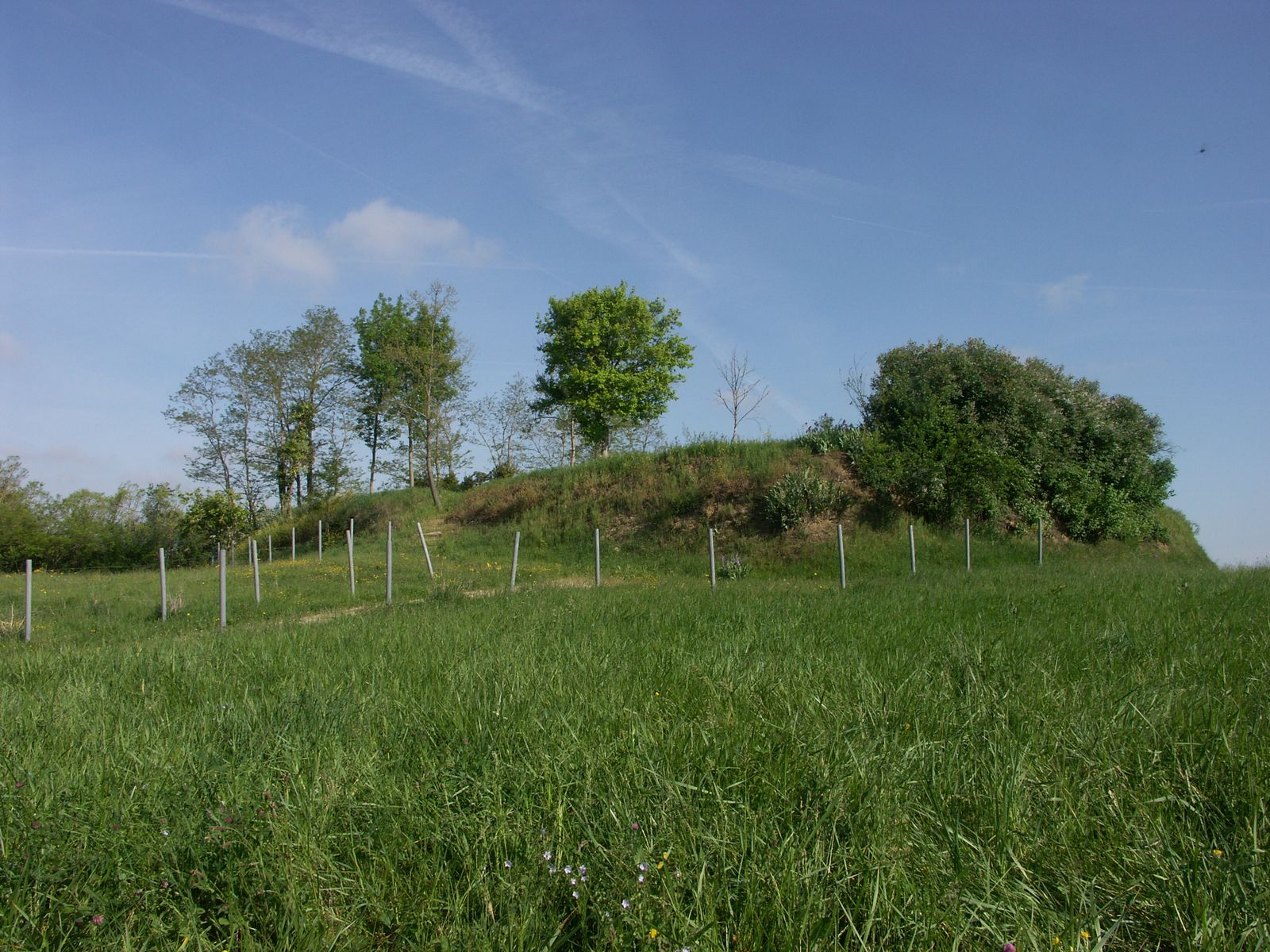
Кастовая ферма Агассака
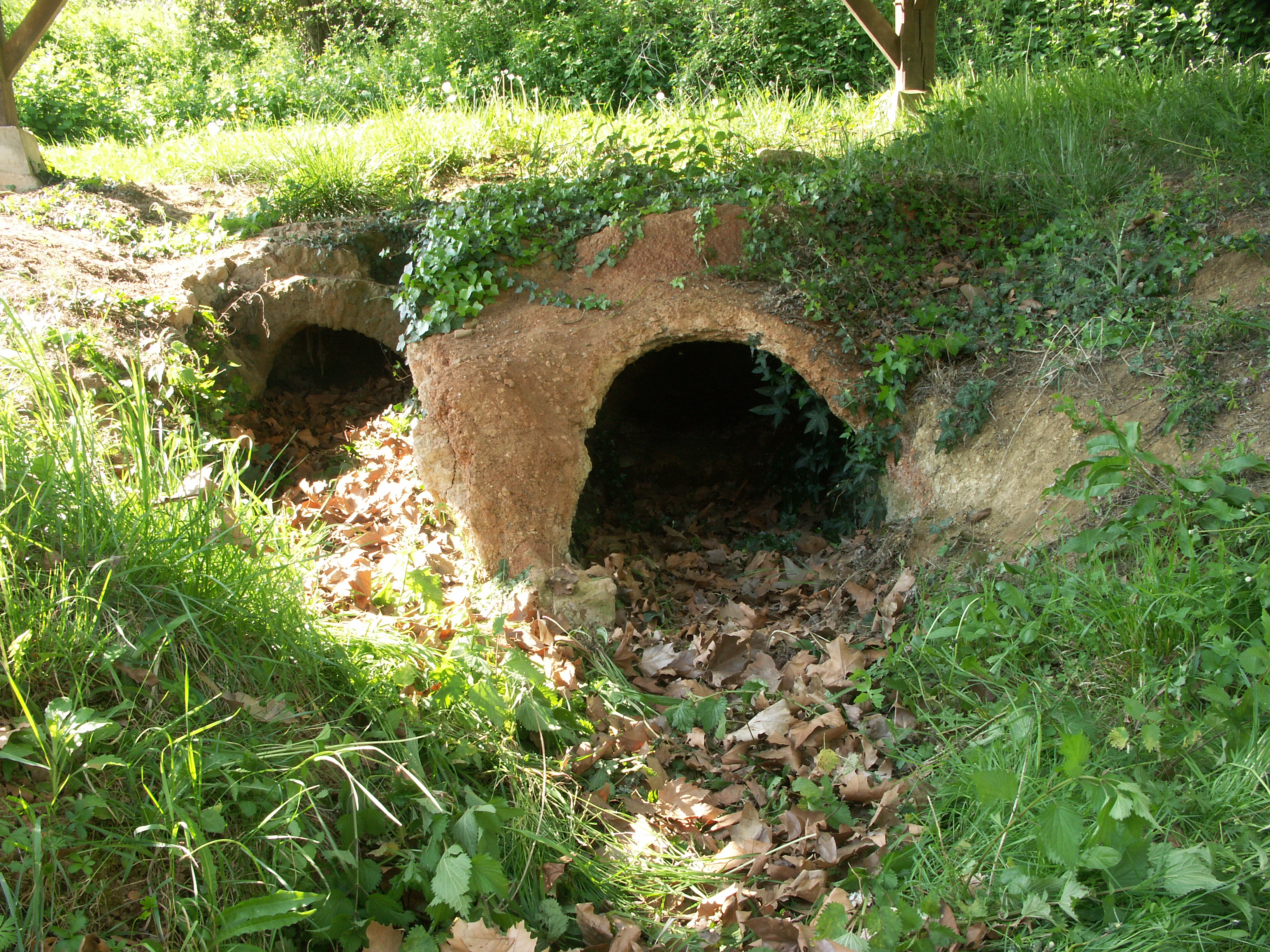
Печь
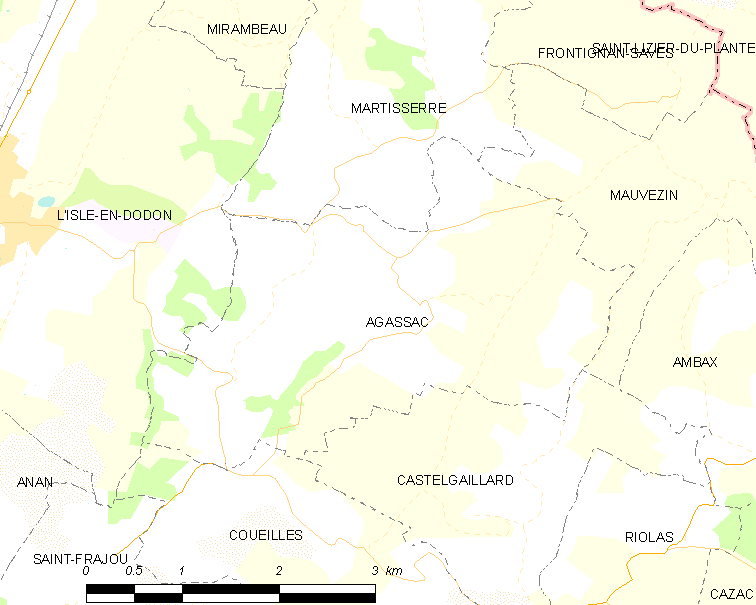
Карта коммуны